# UCSD Pascal
UCSD Pascal（UCSD パスカル）は、1978年にカリフォルニア大学サンディエゴ校(UCSD)のケネス・ボウルズが教育用に開発したPascal処理系である。
アーキテクチャの異なるコンピュータ上で動作するために、P-Machineと呼ばれる仮想マシンを使用する。コンパイラはプログラムをそれぞれのマシン用の機械語に翻訳するのではなく、P-Machineの機械語であるP-Codeに翻訳する。そのため、P-Codeの仮想マシンを実装すればどのようなコンピュータ上でも実行可能であった。またUCSD PascalはPascalコンパイラだけでなく、スクリーンエディタやデバッガ、ファイル管理を含む統合開発環境として実装され、後にp-Systemというオペレーティングシステムに発展した。これらの開発環境の殆どすべてはPascalで書かれていたので、容易に異なる環境向けに移植できた。通常、仮想マシンはインタプリタとして実装された（P-Codeインタプリタ）。また、特に処理速度が必要な場合のために、P-Codeから実際のCPUの機械語に変換するネイティブコードコンパイラが提供される場合もあった。
P-Machineは典型的なスタックマシンで、様々な処理を主にスタック上で行うアーキテクチャを持っていた。後にP-Codeをハードウエアで直接実行するPASCALマイクロエンジン(英語版)と呼ばれるCPUと、それを利用したパーソナルコンピュータが製造された。このCPUはDECのLSI-11用マルチチップCPUセットを流用し、P-Codeを解釈するマイクロコードを実装したもので、今日ハードディスク製造で著名なWestern Digital社が開発した。
初期のコンピュータロールプレイングゲーム"Wizardry"はApple II上のApple Pascal(UCSD Pascal)で書かれていた。

## UCSD Pascalが実装されたコンピュータの例
- Apple IIシリーズ
- タンディ・ラジオシャック TRS-80シリーズ
- IBM PC, PC/AT
- Terak 8510/a（LSI-11ベース）
- PC-8000シリーズ、PC-8800シリーズ、PC-9800シリーズ